# Дивани

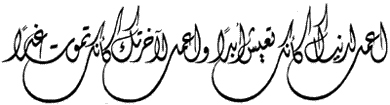
Пример письма дивани

Дивани (перс. ديواني Diwan-i‎) — каллиграфический стиль арабского письма, выработанный турками-османами в XVI веке для использования в своей империи, объединявшей большое число народов (в том числе и тех, для которых арабский язык не был родным). Непосредственным разработчиком письма дивани называют Ибрагима Мунифа.
Стиль дивани отличался тесным расположением букв и их сложными округло-ломаными формами. Он представляет собой чёткий и структурированный курсив (наклон приблизительно на 23º), буквы соединяются между собой особым образом.
В настоящее время шрифт дивани нередко применяется для различных торжественных документов — дипломов, аттестатов и другого. Им также выделяют стихотворные строки, содержащие «особую мудрость».